# Bataille de Mogaung
Théâtre d'Asie du Sud-Est de la Seconde Guerre mondiale
Seconde guerre sino-japonaise
Batailles
Invasion japonaise de la Birmanie :
- Rivière Bilin
- Pont de la Sittang
- Pégou
- Barrage routier de Taukkyan
- Route Yunnan-Birmanie (Tachiao
- Oktwin
- Taungû)
- Shwedaung
- Prome
- Yenangyaung

Opérations en Birmanie (1942-1943) :
- Arakan
- The Hump
- Chindits
- Nord de la Birmanie et ouest du Yunnan

Opérations en Birmanie en 1944 :
- Chindits (2)
- Admin Box
- U-Go (Imphal
- Sangshak
- Court de tennis
- Kohima)
- Myitkyina
- Mogaung
- Mont Song

Opérations en Birmanie (1944-1945) :
- Meiktila et Mandalay
- Pakokku et Irrawaddy
- Colline 170
- Île de Ramree
- Tanlwe Chaung
- Dracula
- Elephant Point
- Coude de la Sittang

La bataille de Mogaung est une série d'engagements qui se sont déroulés durant la campagne birmane de la Seconde Guerre mondiale entre le 6 et le 26 juin 1944 dans la ville birmane de Mogaung. À la suite de combats brutaux, la 77e brigade « Chindit » sous le brigadier Mike Calvert, plus tard assistée par les forces chinoises du généralissime Tchang Kaï-chek, parvint à capturer la ville des forces d'occupation du Japon impérial.
La bataille faisait partie d'une campagne majeure de Chindits appelée opération Thursday qui fusionna ensuite lors du siège de Myitkyina avec les forces chinoises et américaines dirigées par Joseph Stilwell, qui était aux commandes générales des Chindits. La capture de Mogaung fut la première zone birmane libérée du joug Japonais, et ce fut également la dernière grande campagne Chindits de la guerre. Deux Croix de Victoria ont été décernées pendant la bataille.